# 2997 Cabrera
A 2997 Cabrera (ideiglenes jelöléssel 1974 MJ) a Naprendszer kisbolygóövében található aszteroida. A Félix Aguilar Obszervatórium csillagászai fedezték fel 1974. június 17-én.